# Christoph Minhoff
Christoph Minhoff (* 17. September 1959 in Duisburg) ist ein deutscher Journalist, Fernsehmoderator, Autor und Lebensmittel-Lobbyist. Seit 2012 ist er Hauptgeschäftsführer des Lebensmittelverbands Deutschland sowie des Dachverbands der deutschen Lebensmittelindustrie, BVE. Davor war er Programmgeschäftsführer für das ZDF beim Fernsehsender Phoenix.

## Leben
Nach dem Abitur 1979 und dem Grundwehrdienst in Hamburg studierte Minhoff 1981 Politikwissenschaften und Geschichte in München. Anschließend absolvierte er ein Volontariat bei der Wochenzeitung  Bayernkurier, wo er von 1984 bis 1989 als Redakteur arbeitete. 1989 bis 1992 arbeitete Minhoff als freier Mitarbeiter beim Bayerischen Rundfunk in der Redaktion des Politmagazins Report München und drehte einige Dokumentarfilme. 1992 bis 1994 war er Redakteur des innenpolitischen Magazins Zeitspiegel, dessen Moderator und stellvertretender Redaktionsleiter er 1994 wurde, und betätigte sich als Live-Reporter für Wahlsendungen des Bayerischen Fernsehens.
Von Juli 1995 bis Februar 2005 war Minhoff Leiter des ZDF-Landesstudios Bayern in Unterföhring/Landkreis München.  Vom 1. März 2005 bis 30. September 2012 war er zusammen mit Michael Hirz Programmgeschäftsführer des Ereignis- und Dokumentationskanals von ARD und ZDF, Phoenix. Hier moderierte Minhoff die Diskussionssendung Unter den Linden und das Forum Pariser Platz.
Zum 1. Oktober 2012 gab Minhoff seine Position bei Phoenix auf und wurde Hauptgeschäftsführer der Verbände Bund für Lebensmittelrecht und Lebensmittelkunde (heute Lebensmittelverband Deutschland) und Bundesvereinigung der deutschen Ernährungsindustrie (BVE) in Personalunion. Für seine Arbeit für die Verbände erhielt er im April 2019 die Auszeichnung Verbandskommunikator des Jahres 2019 (mediaV-Award).

### Publizistische Tätigkeit
Christoph Minhoff verfasste Bücher über neureligiöse Bewegungen und den Psychokult Scientology sowie Beiträge in Sammelbänden.
Seit 2013 publiziert er das Blog Filetspitzen, in dem er sich unter anderem gegenüber Politik und NGOs positioniert.
Minhoff moderiert die Politik-Webtalkshows Küchenkabinett (in Kooperation mit dem Magazin Cicero) und Berliner Rezepte (ein Format des Lebensmittelmagazins).

## Auszeichnungen
- 2007: Hugo-Junkers-Preis 2006
- 2011: Medienpreis Politische Bildung (für das Phoenix-Format Politiker-Speed-Dating)
- 2019: mediaV-Award „Verbandskommunikator des Jahres 2019“[9]

## Publikationen
- Christoph Minhoff, Holger Lösch: Neureligiöse Bewegungen: Strukturen, Ziele, Wirkungen., Bayerische Landeszentrale für politische Bildungsarbeit, 1995, ISBN 3-87904-195-4
- Christoph Minhoff, Martina Minhoff: Scientology. Irrgarten der Illusionen., Econ, 1997, ISBN 3-612-26354-4 (PDF, 444 kB)
- Christoph Minhoff: Das laute Bassgedröhne überlassen wir den Eitlen und Selbstverliebten der Branche. In: Sascha Michel/Heiko Girnth (Hrsg.): Polit-Talkshows – Bühnen der Macht. Ein Blick hinter die Kulissen. Bonn: Bouvier. 2009. S. 128–132.
- Christoph Minhoff: Die Wahrnehmung der Lebensmittelbranche in der Öffentlichkeit. In: Christoph Klotter, Eva-Maria Endres (Hrsg.): Gute – Böse Lebensmittelindustrie. Ein Diskurs der Ernährungsakteure. Springer, Wiesbaden 2019, ISBN 978-3-658-26457-4, S. 45–59.